# Markus Große Ophoff
Markus Große Ophoff (* 1961 in Gladbeck) ist ein deutscher Chemiker. Er ist Honorarprofessor für Veranstaltungsmanagement und Nachhaltigkeitskommunikation an der Hochschule Osnabrück. Seit 2001 leitet er das Zentrum für Umweltkommunikation der Deutschen Bundesstiftung Umwelt.

## Leben
Markus Große Ophoff studierte an der RWTH Aachen Chemie. 1993 wurde er in Makromolekularer Chemie promoviert. Nach dem Studium arbeitete er  als wissenschaftlicher Mitarbeiter beim Umweltbundesamt. Seine Arbeitsgebiete umfassten dabei insbesondere:
- Abfallbeseitigung auf See, Entsorgung von Plattformen[2]
- Umweltfreundliche Lackiertechnik
- Elektronikschrott- und Altautoverwertung
- Produktionsintegrierter Umweltschutz

Im Jahr 1997 wechselte Markus Große Ophoff als Leiter der Öffentlichkeitsarbeit an die Deutsche Bundesstiftung Umwelt. Ab 2001 übernahm er als Prokurist die fachliche Leitung des Zentrums für Umweltkommunikation der DBU. Seit 2003 ist er als Lehrbeauftragter an der Hochschule Osnabrück tätig. Im Jahr 2014 wurde er zum Honorarprofessor für Veranstaltungsmanagement und Nachhaltigkeitskommunikation berufen. Seine Arbeitsschwerpunkte sind nachhaltiges Veranstaltungsmanagement, Nachhaltigkeitskommunikation
sowie Marketing und Öffentlichkeitsarbeit.